# Poljana, Požarevac
Poljana (izvirno srbsko Пољана) je naselje v Srbiji, ki upravno spada pod Občino Požarevac; slednja pa je del Braničevskega upravnega okraja.

## Demografija
V naselju živi 1265 polnoletnih prebivalcev, pri čemer je njihova povprečna starost 42,8 let (40,4 pri moških in 45,1 pri ženskah). Naselje ima 483 gospodinjstev, pri čemer je povprečno število članov na gospodinjstvo 3,33.
To naselje je, glede na rezultate popisa iz leta 2002, večinoma srbsko, a v času zadnjih treh popisov je opazno zmanjšanje števila prebivalcev.
|  |

| Demografija | Demografija     | Demografija     |
| Leto        | Št. prebivalcev | Št. prebivalcev |
| ----------- | --------------- | --------------- |
|             |                 |                 |
|             |                 |                 |
|             |                 |                 |
|             |                 |                 |
| 1948        | 2774            |                 |
| 1953        | 2867            |                 |
| 1961        | 2712            |                 |
| 1971        | 2519            |                 |
| 1981        | 2302            |                 |
| 1991        | 2153            | 1833            |
| 2002        | 2040            | 1610            |
|             |                 |                 |

| Etnična sestava po popisu iz leta 2002 | Etnična sestava po popisu iz leta 2002 | Etnična sestava po popisu iz leta 2002 | Etnična sestava po popisu iz leta 2002 | Etnična sestava po popisu iz leta 2002 |
| -------------------------------------- | -------------------------------------- | -------------------------------------- | -------------------------------------- | -------------------------------------- |
| Srbi                                   | Srbi                                   |                                        | 1.590                                  | 98,75%                                 |
| Romuni                                 | Romuni                                 |                                        | 7                                      | 0,43%                                  |
| Makedonci                              | Makedonci                              |                                        | 3                                      | 0,18%                                  |
| Neznano                                | Neznano                                |                                        | 10                                     | 0,62%                                  |